# Rzeki w Nevadzie

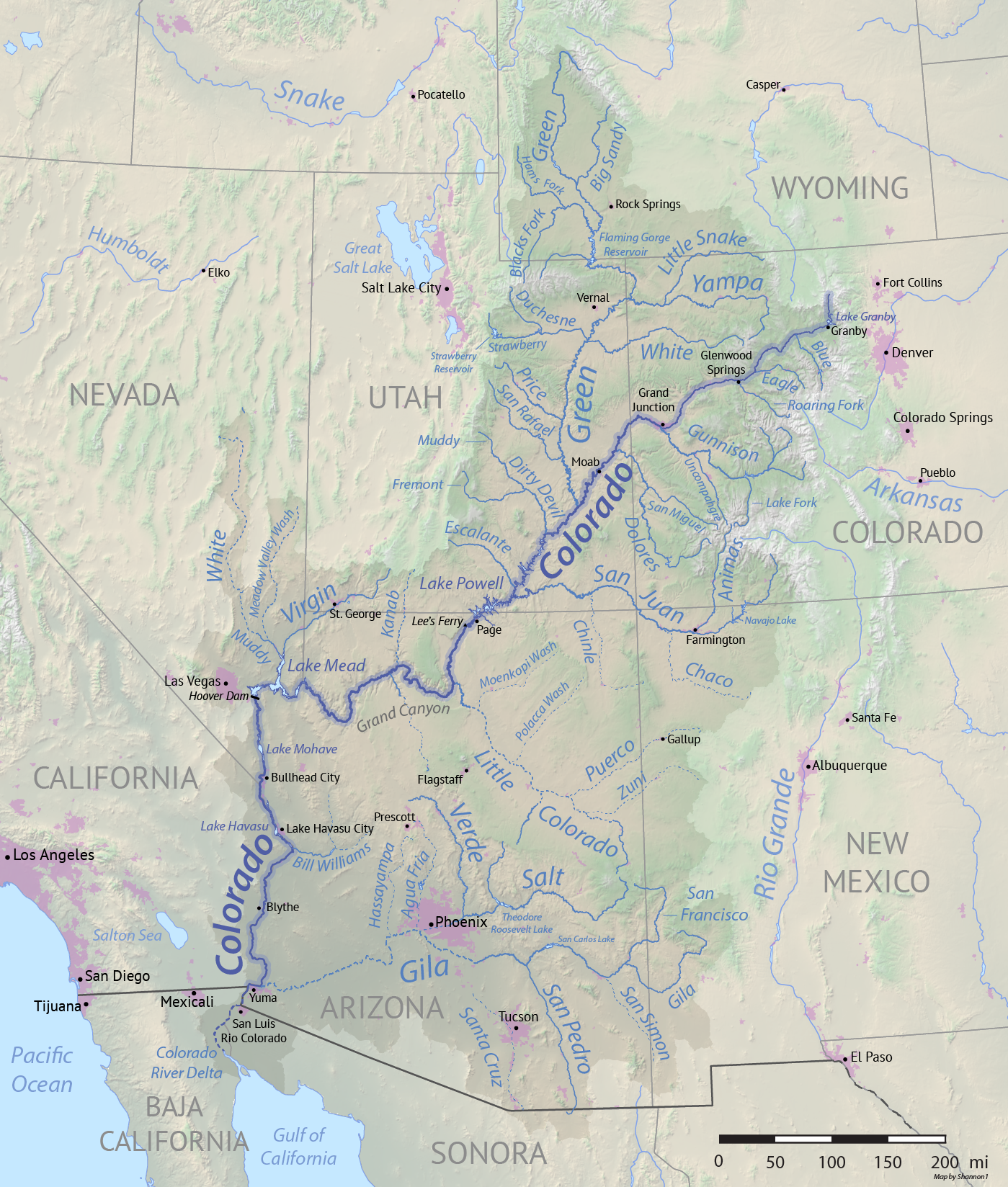
Kolorado, najdłuższa rzeka przepływająca przez stan Nevada

Lista rzek w stanie Nevada.

## Wielka Kotlina
- Amargosa River (298 km)
- Carson (211 km)
- Humboldt (531 km)
  - Little Humboldt (97 km)
  - Reese (291 km)
  - South Fork Humboldt (61 km)
    - Huntington Creek (b.d.)

  - North Fork Humboldt (110 km)
  - Marys River (b.d.)
- Quinn (177 km)
  - Kings (64 km)
- Thousand Springs Creek (b.d.)
- Truckee (225 km)
- Walker (100 km)
  - East Walker (145 km)
  - West Walker (153 km)

## ZlewiskaOceanu Spokojnego

### Dorzecza Kolumbii
- Kolumbia[1]
  - Snake[1]
    - Owyhee River (557 km)
      - South Fork Owyhee (b.d.)
        - Little Owyhee (98 km)

    - Bruneau (246 km)
      - Jarbidge (84 km)

    - Salmon Falls Creek (195 km)

### Dorzecza Kolorado
- Kolorado (2 334 km)
  - Muddy (97 km)
    - Meadow Valley Wash (64 km)
    - White (222 km)

  - Virgin (261 km)